# Nicoleta-Ancuța Bodnar
Nicoleta-Ancuța Bodnar (født 25. september 1998) er en rumænsk roer.
Hun repræsenterede Rumænien under sommer-OL 2020 i Tokyo, hvor hun vandt guld i dobbeltsculler.